# جوزيف ويزمان
جوزيف ويزمان (بالإنجليزية: Joseph Wiseman)‏ (و. 1918 – 2009 م) هو ممثل مسرحي، وممثل أفلام كندي، ولد في مونتريال، توفي في نيويورك، عن عمر يناهز 91 عاماً.

## التعليم
تعلم في John Adams High School (Queens) ‏ (حتى يونيو 1935 م).

## وصلات خارجية
- جوزيف ويزمان على موقع IMDb (الإنجليزية)
- جوزيف ويزمان على موقع الموسوعة البريطانية (الإنجليزية)
- جوزيف ويزمان على موقع ألو سيني (الفرنسية)
- جوزيف ويزمان على موقع أول موفي (الإنجليزية)
- جوزيف ويزمان على موقع قاعدة بيانات برودواي على الإنترنت (الإنجليزية)
- جوزيف ويزمان على موقع قاعدة بيانات الأفلام السويدية (السويدية)
- جوزيف ويزمان على موقع إن إن دي بي (الإنجليزية)
- جوزيف ويزمان على موقع ديسكوغز (الإنجليزية)
- جوزيف ويزمان على موقع قاعدة بيانات الفيلم (الإنجليزية)
- جوزيف ويزمان على موقع كينوبويسك (الروسية)